# Chubar (Rosja)
Chubar (ros. Хубар) – wieś w Rosji, w Dagestanie, w rejonie kazbiekowskim. W 2010 liczyła 1304 mieszkańców, głównie Awarów.